# Lestes forcipatus
Lestes forcipatus är en trollsländeart som beskrevs av Jules Pièrre Rambur 1842. Lestes forcipatus ingår i släktet Lestes och familjen glansflicksländor. Inga underarter finns listade i Catalogue of Life.

## Bildgalleri

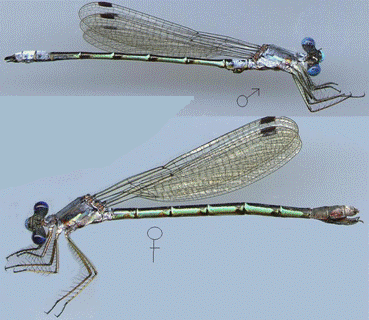